# Посёлок санатория «Родина»
Посёлок санатория «Родина» — посёлок в городском округе Подольск Московской области России.
До 2015 года входил в состав сельского поселения Дубровицкое Подольского района; до середины 2000-х — в Дубровицкий сельский округ.
В посёлке находится санаторий «Родина».

## Население
| 2002 | 2006 | 2010 |
| ---- | ---- | ---- |
| 206  | ↘203 | ↘158 |

Согласно Всероссийской переписи, в 2002 году в посёлке проживало 206 человек (91 мужчина и 115 женщин).

## Расположение
Посёлок санатория «Родина» расположен на правом берегу Пахры примерно в 9 км к западу от центра города Подольска. Посёлок окружают леса. Ближайший населённый пункт — посёлок Поливаново.

## Санаторий «Родина»
Санаторий «Родина» имеет два корпуса и 95 номеров. Специализируется на лечении заболеваний сердечно-сосудистой системы.

## Транспорт
До посёлка можно доехать на автобусе № 1034 от станции Подольск до остановки «Санаторий Родина».